# Chris Walker (motociclista)
Christopher John Walker (Nottingham, 25 marzo 1972) è un pilota motociclistico britannico.

## Carriera
La sua carriera nel motociclismo è iniziata con le gare nel motocross a cui si è dedicato sino al 1993 per passare solo in seguito alle competizioni su pista.
Nel 1995 in uno stesso anno Walker riesce a partecipare al campionato nazionale britannico di velocità della classe 250 con una Honda, a partecipare ad alcune gare del campionato Europeo Velocità, ad ottenere una wild card per partecipare al Gran Premio motociclistico di Gran Bretagna sia in 250 che nella classe 500, ad esordire nel British Superbike Championship sostituendo in una prova l'infortunato Steve Hislop.
Nel 1996, oltre ad aver partecipato ad alcune prove del BSB in sella ad una Ducati, ha nuovamente partecipato ad alcuni gran premi del motomondiale con il Team Elf, senza raggiungere risultati di rilievo. Dal 1997, oltre alla partecipazione al campionato britannico per tutta la stagione su una Yamaha, iniziano anche le sue partecipazioni al campionato mondiale Superbike, in questa prima occasione in sostituzione dell'infortunato Colin Edwards, che si protrarranno per diversi anni, fino al 2008.
Nel 1998 e 1999 gareggia nel mondiale Superbike con una Kawasaki per passare poi nel 2000 ad una Suzuki. Per quanto riguarda le competizioni del motomondiale, le sue ultime presenze risalgono alla stagione 2001 dove ha corso la prima parte del campionato alla guida di una Honda NSR 500 del team Shell Advance Honda nella classe 500, venendo poi sostituito da Brendan Clarke. Nel 2003 coglie il suo miglior risultato nel mondiale Superbike, giungendo al sesto posto nella classifica finale alla guida di una Ducati 998F02 del team HM Plant Ducati.
Rimarchevole la sua unica vittoria nel mondiale Superbike, ad Assen nel 2006, quando conquista il gradino più alto del podio dopo essere stato costretto a partire dall'ultima fila dello schieramento per essere uscito in ritardo dai box, prima della partenza. L'ultimo successo di una Kawasaki nel mondiale per moto derivate dalla serie risaliva al 2000. Dopo la separazione dal team PSG-1 Kawasaki, ritorna in patria gareggiando nel campionato britannico Superbike in sella a una Suzuki GSX-R 1000 del team Rizla Suzuki terminando la stagione al settimo posto. L'anno successivo torna nel mondiale, prima in Supersport con la Kawasaki ZX-6R del team Kawasaki Gil Motor Sport e poi in Superbike nel team Ventaxia VK Honda alla guida di una Honda CBR1000RR.
Dal 2009 torna nel campionato britannico cambiando varie motociclette, ma senza risultati di rilievo; nel 2011 chiude dodicesimo con una Kawasaki, mentre nel 2012, con la stessa motocicletta è nono e vince una gara.

## Risultati in gara

### Motomondiale
| 1995 | Classe | Moto  |  |  |  |  |  |  |  |  |    |  |  |  |  |  |  |  | Punti | Pos. |
| ---- | ------ | ----- |  |  |  |  |  |  |  |  | -- |  |  |  |  |  |  |  | ----- | ---- |
| 1995 | 250    | Honda |  |  |  |  |  |  |  |  | 21 |  |  |  |  |  |  |  | 0     |      |

| 1995 | Classe | Moto          |  |  |  |  |  |  |  |  |    |    |  |  |  |  |  |  | Punti | Pos. |
| ---- | ------ | ------------- |  |  |  |  |  |  |  |  | -- | -- |  |  |  |  |  |  | ----- | ---- |
| 1995 | 500    | Harris Yamaha |  |  |  |  |  |  |  |  | 15 | 18 |  |  |  |  |  |  | 1     | 34º  |

| 1996 | Classe | Moto    |  |  |  |  |  |  |  |  |    |    |    |     |    |    |  |  | Punti | Pos. |
| ---- | ------ | ------- |  |  |  |  |  |  |  |  | -- | -- | -- | --- | -- | -- |  |  | ----- | ---- |
| 1996 | 500    | Elf 500 |  |  |  |  |  |  |  |  | 16 | 15 | 20 | Rit | 15 | 17 |  |  | 2     | 31º  |

| 2001 | Classe | Moto  |     |    |     |    |     |    |    |    |  |  |  |  |  |  |  |  | Punti | Pos. |
| ---- | ------ | ----- | --- | -- | --- | -- | --- | -- | -- | -- |  |  |  |  |  |  |  |  | ----- | ---- |
| 2001 | 500    | Honda | Rit | 15 | Rit | 12 | Rit | 13 | NP | 15 |  |  |  |  |  |  |  |  | 9     | 20º  |

| Legenda | 1º posto        | 2º posto            | 3º posto            | A punti      | Senza punti        | Grassetto – Pole position Corsivo – Giro più veloce |
| Legenda | Gara non valida | Non qual./Non part. | Ritirato/Non class. | Squalificato | '-' Dato non disp. | Grassetto – Pole position Corsivo – Giro più veloce |

### Campionato mondiale Superbike
| 1997 | Moto   |  |  |  |  |  |  |  |  |  |  |  |  |    |    |    |   |    |   |    |    |  |  |  |  |  |  |  |  | Punti | Pos. |
| ---- | ------ |  |  |  |  |  |  |  |  |  |  |  |  | -- | -- | -- | - | -- | - | -- | -- |  |  |  |  |  |  |  |  | ----- | ---- |
| 1997 | Yamaha |  |  |  |  |  |  |  |  |  |  |  |  | 10 | 10 | 12 | 9 | 10 | 9 | 10 | 11 |  |  |  |  |  |  |  |  | 47    | 16º  |

| 1998 | Moto     |  |  |    |    |  |  |  |  |  |  |  |  |  |  |  |  |  |  |  |  |  |  |  |  |  |  |  |  | Punti | Pos. |
| ---- | -------- |  |  | -- | -- |  |  |  |  |  |  |  |  |  |  |  |  |  |  |  |  |  |  |  |  |  |  |  |  | ----- | ---- |
| 1998 | Kawasaki |  |  | 11 | 12 |  |  |  |  |  |  |  |  |  |  |  |  |  |  |  |  |  |  |  |  |  |  |  |  | 9     | 28º  |

| 1999 | Moto     |  |  |  |  |   |     |  |  |  |  |  |  |  |  |  |  |    |     |  |  |    |    |  |  |  |  |  |  | Punti | Pos. |
| ---- | -------- |  |  |  |  | - | --- |  |  |  |  |  |  |  |  |  |  | -- | --- |  |  | -- | -- |  |  |  |  |  |  | ----- | ---- |
| 1999 | Kawasaki |  |  |  |  | 4 | Rit |  |  |  |  |  |  |  |  |  |  | 10 | Rit |  |  | 10 | 10 |  |  |  |  |  |  | 31    | 21º  |

| 2000 | Moto   |  |  |  |  |  |  |   |   |  |  |  |  |  |  |  |  |  |  |   |   |  |  |  |  |   |   |  |  | Punti | Pos. |
| ---- | ------ |  |  |  |  |  |  | - | - |  |  |  |  |  |  |  |  |  |  | - | - |  |  |  |  | - | - |  |  | ----- | ---- |
| 2000 | Suzuki |  |  |  |  |  |  | 5 | 2 |  |  |  |  |  |  |  |  |  |  | 3 | 7 |  |  |  |  | 3 | 6 |  |  | 82    | 14º  |

| 2002 | Moto     |    |   |   |   |   |   |    |    |     |    |    |   |     |   |   |   |    |    |   |   |   |    |     |   |    |    |  |  | Punti | Pos. |
| ---- | -------- | -- | - | - | - | - | - | -- | -- | --- | -- | -- | - | --- | - | - | - | -- | -- | - | - | - | -- | --- | - | -- | -- |  |  | ----- | ---- |
| 2002 | Kawasaki | 10 | 7 | 9 | 9 | 8 | 9 | 11 | 13 | Rit | 10 | 14 | 4 | Rit | 9 | 7 | 8 | 11 | 10 | 6 | 8 | 9 | 15 | Rit | 7 | 11 | 12 |  |  | 152   | 9º   |

| 2003 | Moto   |   |   |   |   |     |     |   |   |   |   |   |   |   |   |   |   |   |     |   |   |     |   |   |   |  |  |  |  | Punti | Pos. |
| ---- | ------ | - | - | - | - | --- | --- | - | - | - | - | - | - | - | - | - | - | - | --- | - | - | --- | - | - | - |  |  |  |  | ----- | ---- |
| 2003 | Ducati | 3 | 4 | 7 | 6 | Rit | Rit | 6 | 6 | 5 | 3 | 9 | 8 | 5 | 8 | 5 | 3 | 3 | Rit | 5 | 8 | Rit | 5 | 3 | 3 |  |  |  |  | 234   | 6º   |

| 2004 | Moto     |   |   |    |   |   |    |   |   |     |   |     |    |     |     |   |   |    |    |     |    |   |   |  |  |  |  |  |  | Punti | Pos. |
| ---- | -------- | - | - | -- | - | - | -- | - | - | --- | - | --- | -- | --- | --- | - | - | -- | -- | --- | -- | - | - |  |  |  |  |  |  | ----- | ---- |
| 2004 | Petronas | 3 | 7 | 10 | 8 | 6 | 13 | 8 | 7 | Rit | 7 | Rit | 12 | Rit | Rit | 9 | 4 | 12 | 10 | Rit | 16 | 8 | 8 |  |  |  |  |  |  | 128   | 11º  |

| 2005 | Moto     |    |     |   |     |   |   |   |   |   |   |   |    |   |    |   |   |     |    |     |     |   |    |   |   |  |  |  |  | Punti | Pos. |
| ---- | -------- | -- | --- | - | --- | - | - | - | - | - | - | - | -- | - | -- | - | - | --- | -- | --- | --- | - | -- | - | - |  |  |  |  | ----- | ---- |
| 2005 | Kawasaki | 14 | Rit | 9 | Rit | 4 | 3 | 8 | 8 | 6 | 6 | 8 | 11 | 4 | 10 | 5 | 4 | Rit | NP | Inf | Inf | 6 | AN | 7 | 5 |  |  |  |  | 160   | 7º   |

| 2006 | Moto     |     |    |    |    |    |   |    |   |   |   |     |   |   |    |   |   |   |    |    |    |    |    |   |   |  |  |  |  | Punti | Pos. |
| ---- | -------- | --- | -- | -- | -- | -- | - | -- | - | - | - | --- | - | - | -- | - | - | - | -- | -- | -- | -- | -- | - | - |  |  |  |  | ----- | ---- |
| 2006 | Kawasaki | Rit | 16 | 10 | 10 | 23 | 7 | 11 | 9 | 6 | 8 | Rit | 4 | 7 | 10 | 7 | 8 | 1 | 14 | 11 | 10 | 12 | 14 | 6 | 8 |  |  |  |  | 158   | 9º   |

| 2008 | Moto  |  |  |  |  |  |  |  |  |  |  |  |  |  |  |  |  |  |  |    |    |     |     |    |    |    |    |    |    | Punti | Pos. |
| ---- | ----- |  |  |  |  |  |  |  |  |  |  |  |  |  |  |  |  |  |  | -- | -- | --- | --- | -- | -- | -- | -- | -- | -- | ----- | ---- |
| 2008 | Honda |  |  |  |  |  |  |  |  |  |  |  |  |  |  |  |  |  |  | 15 | 15 | Rit | Rit | 18 | 15 | 15 | 15 | 17 | 19 | 5     | 31º  |

| Legenda | 1º posto        | 2º posto            | 3º posto           | A punti      | Senza punti        | Grassetto – Pole position Corsivo – Giro più veloce |
| Legenda | Gara non valida | Non qual./Non part. | Ritirato/Non class | Squalificato | '-' Dato non disp. | Grassetto – Pole position Corsivo – Giro più veloce |

### Campionato mondiale Supersport
| 2008 | Moto     |   |    |   |    |     |   |    |    |  |  |  |  |  | Punti | Pos. |
| ---- | -------- | - | -- | - | -- | --- | - | -- | -- |  |  |  |  |  | ----- | ---- |
| 2008 | Kawasaki | 9 | 14 | 9 | 12 | Rit | 9 | 12 | 11 |  |  |  |  |  | 36    | 16º  |

| Legenda | 1º posto        | 2º posto            | 3º posto           | A punti      | Senza punti        | Grassetto – Pole position Corsivo – Giro più veloce |
| Legenda | Gara non valida | Non qual./Non part. | Ritirato/Non class | Squalificato | '-' Dato non disp. | Grassetto – Pole position Corsivo – Giro più veloce |